# Georg Johann Theodor Lau
Georg Johann Theodor Lau (* 11. Juli 1813 in Schleswig; † 20. Dezember 1873 in Hamburg-Ottensen) war ein deutscher evangelischer Geistlicher und Kirchenhistoriker.

## Leben
Nachdem Georg Johann Theodor Lau auf einem Gymnasium in seiner Heimatstadt vorgebildet worden war, bezog er im Jahr 1832 die Universität Kiel zum Theologiestudium. In einer Untersuchung wegen Teilnahme an der Kieler Burschenschaft wurde er vom Universitätsconsistorium für straflos erkannt. Im Zuge der Demagogenverfolgung wurde er deswegen im Schwarzen Buch der Frankfurter Bundeszentralbehörde (Eintrag Nr. 999) festgehalten.
1836 begann er eine Tätigkeit als Hauslehrer und bestand zwei Jahre später sein theologisches Amtsexamen. Die folgenden fünf Jahre betätigte er sich wieder als Hauslehrer, 1843 wurde er Hilfspastor in Hattstedt und Schobüll. Drei Jahre später versetzte man ihn als Pfarrer nach Brunsbüttel und 1855 nach Hamburg-Ottensen. Dort verstarb er am 20. Dezember 1873 im Alter von 60 Jahren.
Lau war Mitglied der historisch-theologischen Gesellschaft in Leipzig.

## Werke
- Die Flüchtlinge (1841)
- Gregor I. der Große, nach seinem Leben und seiner Lehre (Leipzig 1845)
- Geschichte der Einführung und Verbreitung der Reformation in den Herzogthümern Schleswig und Holstein bis zum Ende des 16. Jahrhunderts (Hamburg 1867)